# Miti di Argo
Miti di Argo (in greco antico: Μίτυς?, Mítys; Argo, ...) è un politico greco antico, rimasto ucciso durante una sedizione e a cui venne dedicata una statua di bronzo nella piazza di Argo. La statua sarebbe poi caduta addosso al suo assassino, uccidendolo.
La vicenda di Miti è considerata un esempio, in narratologia, di trama emotivamente efficace anche se basata su dubbi rapporti di causa-effetto.

## Biografia
Le notizie biografiche che gli autori antichi danno di Miti sono scarne, ma coerenti. La più celebre fonte sulla vita di Miti è Aristotele:
(Aristotele, Poetica, 1452a 2-10)
Plutarco, nel De sera numinis vindicta, riporta una versione molto simile, con qualche aggiunta:
(Plutarco, De sera numinis vindicta, 553D)
Una menzione rapida è anche nella Contro Neera di Demostene, in cui si ricorda una quadriga costruita dai figli di Miti.
»
(Demostene, Contro Neera, LIX, 33)

## Interpretazione narratologica
Gli studi di narratologia presentano quella di Miti come una storia i cui nessi di causa-effetto sono deboli o addirittura arbitrari, ma che allo stesso tempo rappresenta una trama soddisfacente. 
David Velleman pone l'attenzione sull'episodio di Miti come esempio del modo in cui Aristotele cerca di conciliare la "necessità e verosimiglianza" del racconto con il bisogno di suscitare "paura e pietà", secondo quanto dice Aristotele in Poetica 1451b- 1452a a proposito del meraviglioso: l'effetto sorpresa (il meraviglioso aristotelico) è considerato stratagemma compositivo che può rafforzare gli effetti del racconto senza che sia necessario o sufficiente.
Velleman conclude che la vicenda di Miti può essere considerata racconto perché, indipendentemente dal fatto che mette in scena eventi non causali come se lo fossero, coinvolge lo spettatore dal punto di vista emotivo: ciò che rende la storia di Miti catalogabile come racconto è un'unità emotiva nello spettatore che sopperisce alla mancanza di connessioni causali. 
Gregory Currie, dopo Velleman, torna a discutere circa la causalità della storia di Miti.
Currie lo tratta come una storia che non presenta delle vere connessioni tra gli eventi (la morte di Miti e la caduta della statua sul suo uccisore); al contrario, ritiene che collante della storia sia l'aspettativa dell'uditorio che la storia presenti legami logici soddisfacenti, motivo per cui la narrazione è credibile.. Per avvalorare la sua tesi, Currie si domanda se farebbe differenza per la narratività complessiva della storia dire al pubblico che la statua avrebbe schiacciato quella persona anche se non fosse stata l'omicida di Miti. Lo studioso risponde che, nonostante tale alternativa faccia differenza, il pubblico sarebbe in ogni caso portato a credere che i due eventi siano strettamente connessi. Pertanto, Currie non ritiene che i due eventi della vicenda di Miti siano legati da causalità, ma che chiunque ascolti la storia sia spinto a credere che lo siano. L'unica spiegazione che il pubblico può dare è che la caduta della statua sia voluta da un'entità superiore determinata a punire l'assassino. In conclusione, Currie non concede una causalità effettiva alla storia di Miti, ma una causalità tanto soggettiva quanto ben radicata nella mente di ogni ascoltatore.
Craig Bourne dà un'ulteriore interpretazione narratologica della vicenda di Miti.
Bourne, dopo aver mostrato parziale accordo con il pensiero di Currie, sostiene infatti che Miti sia un esempio di quello che egli chiama quasi-miracle: un evento straordinario che sembra — senza esserlo — un miracolo.